# Ресторан "Au Rocher de Cancale" у Паризу
Au Rocher de Cancale је ресторан који се налази у 2. арондисману Париза, Француска. Био је веома популаран у 19. веку захваљујући вечерама које су се нудиле после позоришних и оперских представа.

## Историја
Ресторан Au_rocher_de_ (Cancale је село у Бретањи) је 1804. године основао Алекси Бален. Нудила је специјалитете од острига након представа. Средином 19. века овде су се продавале најбоље сорте из Бретање и Нормандије – не у отменим ресторанима, већ на улици. Милион становника града би сваке године појело 70 милиона морских створења, чешће као ужину у раним вечерњим сатима него у време оброка.
Кицоши, проститутке, аристократе и Џокеј клуб су се састајали у овом ресторану, који се тада налазио у улици Монторгеј 59. У то време ресторан је нудио широку листу јела: 10 од овчетине, 17 од телетине, 11 од говедине и 22 предјела од живине, 27 предјела и 30 дезерта.
Године 1809. Гримод де Ла Ренијер је поставио свој жири за дегустацију у ресторану.
Оноре де Балзак, Александар Дима, Теофил Готје и Ежен Си били су покровитељи ресторана.
Године 1837, кувар Лонгле је направио „нормански лист“ у кухињи овог ресторана.
Баленов наследник, Пјер Фредерик Борел, банкротирао је и затворио ресторан 1846. године. Ресторан је касније поново отворен под истим именом у Ри де Ришеље.
Господин Пекин је затим вратио ресторан у улицу Монторгеј (на бр. 78). Rocher de Cancale се још увек налази у тој згради, као и фреске Пола Гаварнија - украсни панели на првом спрату приказују живот буржоазије 18. века.
Зграда је 3. марта 1977. класификована као званични историјски споменик.
Зграда истог имена постојала је у Бриселу 1874. године.

## У популарној култури
У Хоноре де Балзацовој Људској комедији, ликови су били редовни гости ресторана. Ресторан је посебно цитиран у Le Cabinet des Antiques, La Muse du département, Изгубљене илузије, Сјај и беда куртизана и другим делима.